# Phil Zuckerman
Philip Joseph Zuckerman (geboren am 26. Juni 1969) ist Professor für Soziologie und Secular Studies am Pitzer College in Claremont, Kalifornien. Er ist Autor mehrerer Bücher, darunter Society Without God (2008), Living the Secular Life (2014) und What It Means to be Moral (2019).

## Leben und Wirken
Zuckerman wurde am 26. Juni 1969 als Sohn säkularer aschkenasischer jüdischer Eltern in Los Angeles geboren. Er wuchs in Pacific Palisades auf und studierte am Santa Monica College. Er wechselte an die University of Oregon in Eugene und erwarb dort einen Bachelor of Arts (1992), einen Master of Arts (1995) und einen Doktor der Philosophie (1998), allesamt in Soziologie.
Im Jahr 2011 gründete er am Pitzer College in Claremont den ersten Studiengang in den USA für Secular Studies ("säkulare Studien"), den er seitdem als Professor leitet. Secular Studies ist ein interdisziplinärer Studiengang, der sich mit den Erscheinungsformen des Säkularen in Gesellschaften und Kulturen der Vergangenheit und Gegenwart befasst. Dies beinhaltet das Studium nicht-religiöser Menschen, Gruppen, Gedanken und kultureller Ausdrucksformen. Der Schwerpunkt liegt auf der Bedeutung, den Formen, der Relevanz und den Auswirkungen des politischen und konstitutionellen Säkularismus, des philosophischen Skeptizismus und der persönlichen und öffentlichen Säkularität.
Er ist Autor mehrerer Bücher in englischer Sprache. Seine Bücher wurden in Dänisch, Farsi, Türkisch, Chinesisch, Koreanisch und Italienisch übersetzt. Sein Buch Living the Secular Life: New Answers to Old Questions wurde in der New York Times von Susan Jacoby rezensiert und von Publishers Weekly zu den besten Büchern des Jahres 2014 gezählt.

## Veröffentlichungen (Auswahl)
- (mit Isabella Kasselstrand und Ryan T. Cragun) Beyond Doubt: The Secularization of Society. New York University Press. 2023. ISBN 978-1479814282.
- What It Means to Be Moral: Why Religion Is Not Necessary for Living an Ethical Life. Berkeley: Counterpoint Press. 2019. ISBN 978-1640092747.
- The Nonreligious: Understanding Secular People and Societies. London: Oxford University Press. 2016. ISBN 9780199924943
- Living the Secular Life: New Answers to Old Questions. London: Penguin Press. 2014. ISBN 9781594205088.
- Faith no more : why people reject religion. New York: Oxford University Press. 2011. ISBN 9780199740017.
- Atheism and secularity. Santa Barbara, California: Praeger. 2010. ISBN 9780313351815.
- Society without God: what the least religious nations can tell us about contentment. New York: New York University Press. 2008. ISBN 9780814797143.
- Invitation to the Sociology of Religion. New York & London: Routledge. 2003. ISBN 9780415941266.